# Мерікара
Мерікара Хеті — давньоєгипетський фараон з X (Гераклеопольської) династіїи, син Хеті III.

## Життєпис
Можливо, що Туринський царський папірус подає його як сьомого фараона Гераклеопольської династії під номером 4./24, де збереглась тільки частина його імені (Мер…[ра] Хеті).
До початку правління в його руках був Нижній Єгипет. Того часу у Верхньому Єгипті посилилась династія номархів Фів. Вони називали себе фараонами, їх відносять до XI династії. Один із представників династії, Ініотеф II, воював проти Хеті III й Мерікари. Зрештою, під час правління останнього фіванцям удалось захопити VIII верхньоєгипетський ном (Абідос), що дозволило доставляти більше зерна до Фів. Номарху Сіуту (XIII ному) Хеті II об'єднався з Мерікарою та їм удалось здобути перемогу над фіванцями, однак відвоювати VIII ном не вдалось. Окрім того, Ініотеф зберіг і X ном (Ваджет). В результаті південний кордон Гераклеопольського царства відтоді проходив біля Сіуту. Хеті отримав пишні титули «воєначальника всієї країни» й «великого предводителя Верхнього Єгипту», однак жодного впливу за межами своїх володінь він не мав.
Після смерті Мерікари Гераклеопольське царство швидко занепало та, зрештою, було завойовано фараонами з ліванської династії.